# جيب فاليز
جيب فاليز (بالفرنسية:Poche de Falaise وبالإنجليزية: Falaise Pocket) هي معركة في الحرب العالمية الثانية حدثت في الفترة من 12 إلى 21 أغسطس 1944 وكانت المرحلة الحاسمة في معركة نورماندي، وقد اتخذت اسمها من موقعها بين الأربع قرى النورماندية ترون وأرجنتان وفيومتييه وشامبواه وحول قرية فاليز الفرنسية.